# John C. Trautwine

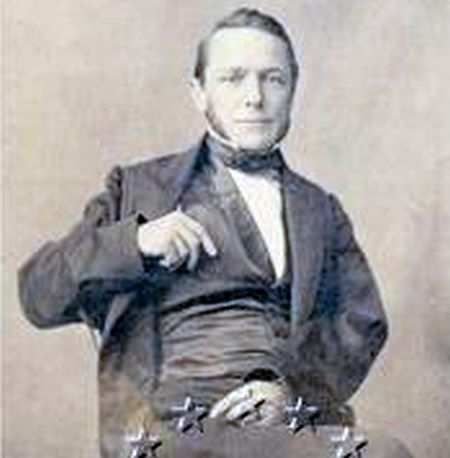
John C. Trautwine

John Cresson Trautwine (* 30. März 1810 in Philadelphia; † 14. September 1883 ebenda) war ein amerikanischer Bauingenieur, Architekt und Autor. Als Gutachter und Berater für mehrere Kanalprojekte in Nord- und Südamerika blieb er vor allen Dingen durch seine Vorhersage, dass ein Kanal durch Panama nicht realisierbar wäre, in Erinnerung.

## Leben
Trautwine begann im Büro von William Strickland, einem Architekten und einem der ersten Ingenieure, die sich der neuen Technik des Schienenverkehrs widmeten, Bauingenieurwesen zu studieren und half beim Bau des zweiten Gebäudes (1833–1901) der United States Mint in Philadelphia. Unter Stricklands Anleitung zeichnete Trautwine 1835 eine der ersten Karten von Maryland, auf deren Basis die Wilmington and Susquehanna Railroad Company (W&S) eine Bahnlinie von Wilmington (Delaware) nach Maryland projektierte, wovon ein Teilstück, die Wilmington/Newark Line, noch bis in unsere Zeit bedient wird.

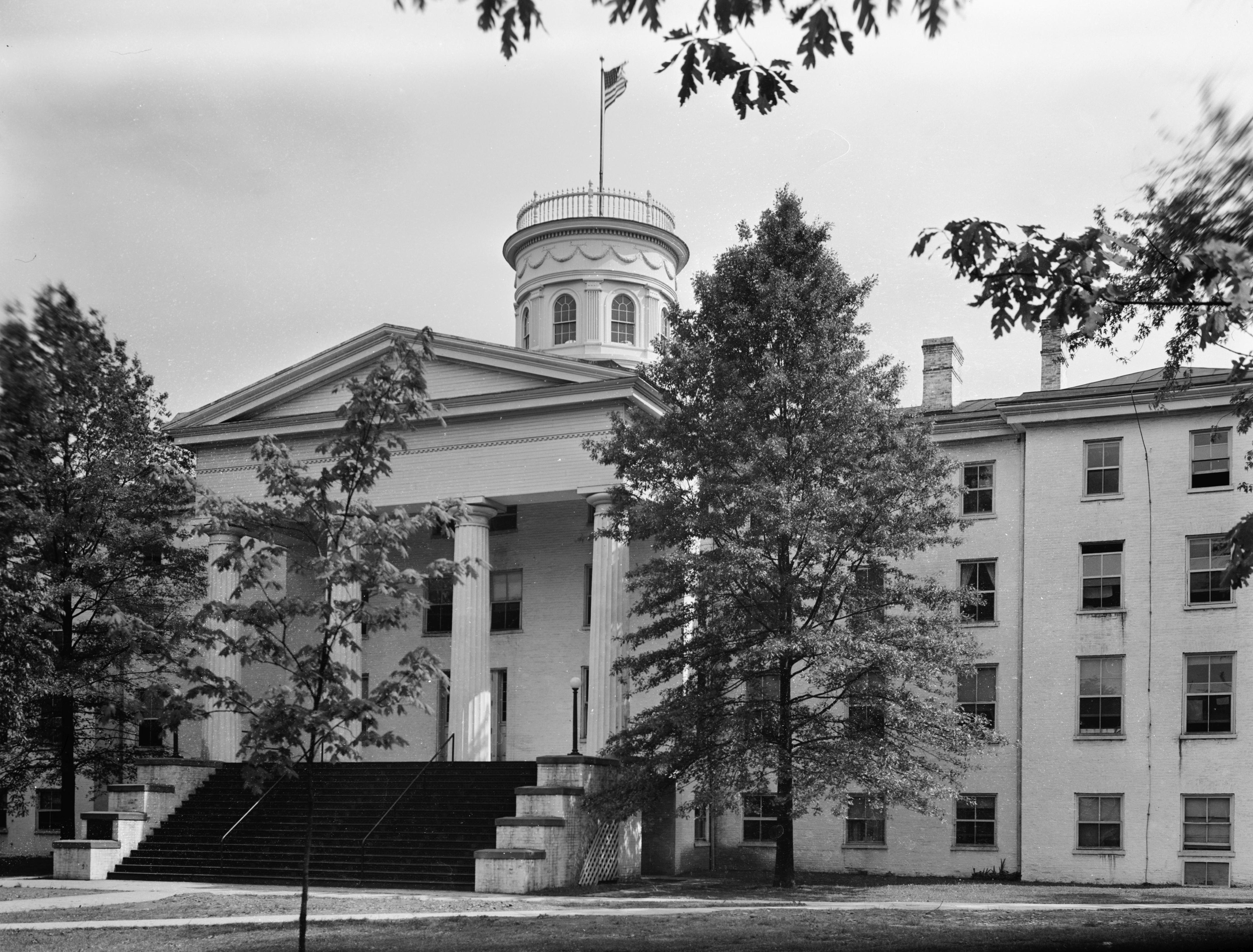
Pennsylvania Hall

Das erste Gebäude für das Gettysburg College, die Pennsylvania Hall, entwarf Trautwine nach eigenen Plänen 1835 im Stil eines griechischen Tempels mit vier Säulen im Portikus.
Nach einem kurzen Gastspiel bei der Philadelphia and Trenton Railroad 1836 wechselte er noch im selben Jahr als Eisenbahningenieur zur Hiawassee Railway, die eine Bahnstrecke zwischen Georgia und Tennessee plante.
1838 arbeitete Trautwine erneut mit Strickland als dessen Assistent für die Wilmington and Susquehanna Railroad Company, die sich mit drei anderen Eisenbahngesellschaften zusammengeschlossen hatte, um die erste Eisenbahnverbindung von Philadelphia nach Baltimore zu planen und zu bauen. Diese Verbindung ist heute ein Teil des sogenannten Nordost-Korridors, der von Amtrak bedient wird.
1850 führte ihn ein Auftrag zur Vermessung der Streckenführung der Panama Railway nach Panama. 1856 übernahm er zurück in den USA die Planung einer Eisenbahnverbindung für die Lackawanna and Lanesborough Railway im Susquehanna County, (Pennsylvania) und 1857 die Vermessung einer Eisenbahnroute durch Honduras.
Zusammen mit George M. Totten (1808–1884) baute er einen Kanal (Canal del Dique) zwischen einer Bucht in Cartagena und dem Río Magdalena in Kolumbien. Außerdem geht auch die Planung der Docks im Hafen von Montreal auf Trautwine zurück.

## Schriften
Mehrere Schriften Trautwines entwickelten sich zu Standardwerken im US-amerikanischen Ingenieurwesen. Das von ihm verfasste Handbuch Civil Engineer’s Pocket Book galt lange als die Bibel der Ingenieure in den USA und wurde von seinem Sohn John Cresson Trautwine, Jr. (1850–1924) und seinem Enkel J.C. Trautwine 3rd (1878–1949) noch mehrere Male überarbeitet und neu aufgelegt. Von Trautwines Pocket Book verkaufte der Verlag John Wiley & Sons bis 1911 insgesamt
knapp 100.000 Exemplare.
George L. Vose (1831–1910), ein renommierter Hochschullehrer am Bowdoin College, zählte drei von Trautwine verfasste Bücher zu den 16 wichtigsten Werken der US-amerikanischen Technikliteratur:
- Method of Calculating the Cubic Contents of Excavations and Embankments. (1851); archive.org
- Field Practice for Laying out Circular Curves for Railroads. (1851); archive.org
- Civil Engineer’s Pocket-book. 1871. 1904 edition prepared by J. C. Trautwine III; archive.org

## Nachweise
1. ↑  Roger W. Moss: Trautwine, John Cresson (1810–1883). Philadelphia Architects and Buildings, abgerufen am 22. Juli 2020 (englisch).
2. ↑  Trautwine, John C. The Maryland State Archives, abgerufen am 26. Juli 2020 (englisch).
3. ↑  Wilmington/Newark Line. SEPTA Rail, ehemals im Original (nicht mehr online verfügbar); abgerufen am 4. August 2020 (englisch). (Seite nicht mehr abrufbar. Suche in Webarchiven)
4. ↑  G. Ronald Couchman: Collection History - Scope and Content Notes. (PDF) Gettysburg College, 8. März 2011, S. 1 bis 2, abgerufen am 4. August 2020 (englisch).
5. ↑  Agnes Addison Gilchrist: A Trautwine Building Identified. (Journal of the Society of Architectural HistoriansVol. 17; No. 3 (Autumn; 1958)) JSTOR, S. 32–33, abgerufen am 4. August 2020 (englisch).
6. ↑  Horace Hollister: Contributions to the history of the Lackawanna Valley. Internet Archiv, 1857, abgerufen am 21. August 2020 (englisch).
7. ↑  Ein Besuch des Strandes von Barú. Colombia Travel, abgerufen am 21. August 2020.
8. ↑  Ricardo Gómez: Canal del Dique: Der Kampf gegen das Wetterphänomen. CDM Smith, abgerufen am 21. August 2020.
9. ↑  Reports on the means of improving the present harbour and the construction of docks at Montreal. Tortonto Library.
10. ↑  Karl-Eugen Kurrer: The History of the Theory of Structures. Searching for Equilibrium. Ernst & Sohn, Berlin 2018, ISBN 978-3-433-03229-9, S. 178.
11. ↑  George L. Vose: Manual for railroad engineers and engineering students: containing the rules and tables needed for the location, construction, and equipment of railroads as built in the United States. 1883; Textarchiv – Internet Archive.

| Personendaten    | Personendaten                                 |
| ---------------- | --------------------------------------------- |
| NAME             | Trautwine, John C.                            |
| ALTERNATIVNAMEN  | Trautwine, John Cresson                       |
| KURZBESCHREIBUNG | US-amerikanischer Bau- und Eisenbahningenieur |
| GEBURTSDATUM     | 30. März 1810                                 |
| GEBURTSORT       | Philadelphia                                  |
| STERBEDATUM      | 14. September 1883                            |
| STERBEORT        | Philadelphia                                  |